# Calano

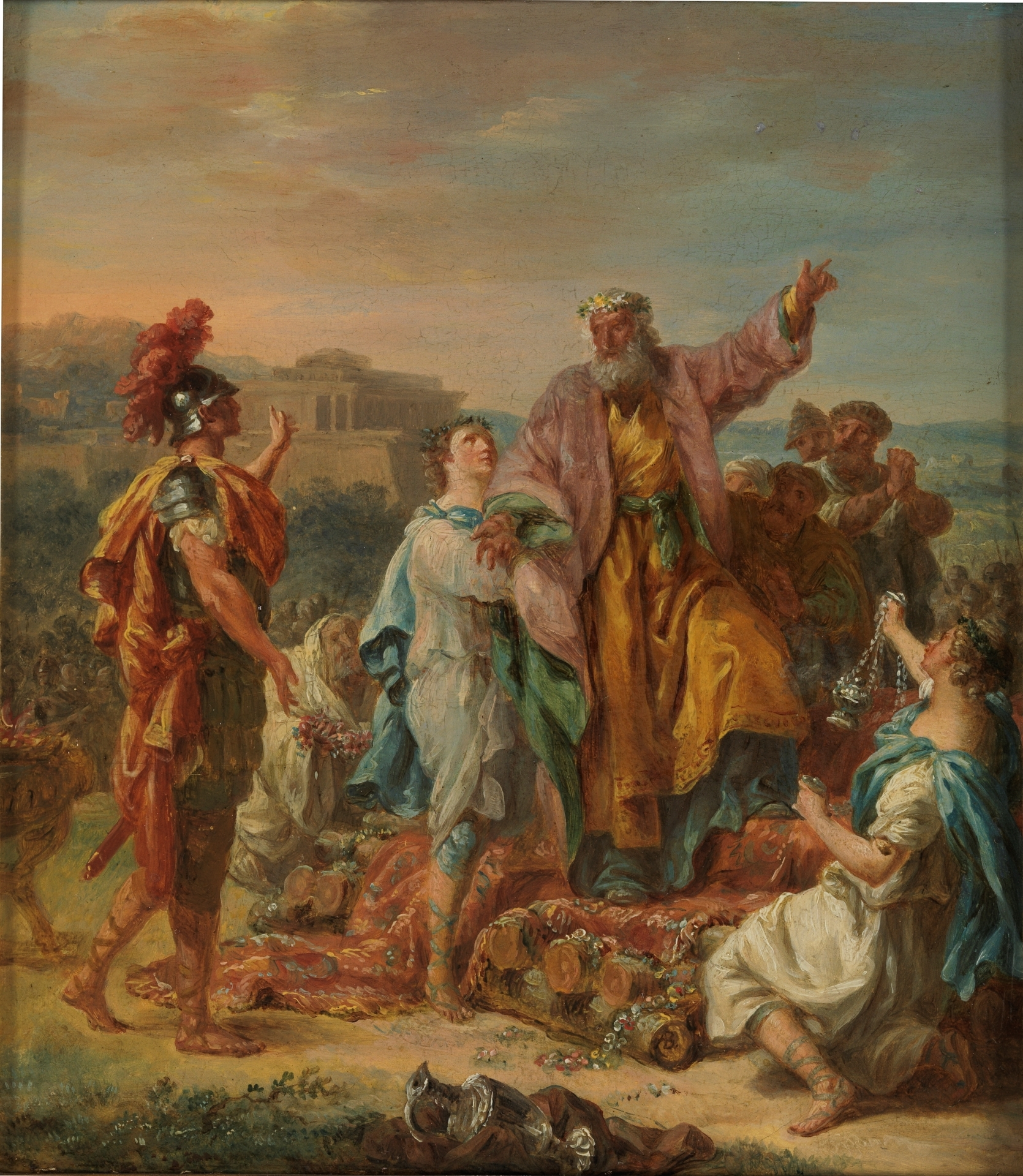
A Morte de Calamo por Jacques-Antoine Beaufort, 1779, Museu do Prado.

Calano (em grego clássico: Καλανός, Kalanós; em latim: Calanus) (c. 398 – 323 a.C.), foi um antigo gimnosofista indiano e filósofo de Taxila que acompanhou Alexandre, o Grande a Pérsis e, mais tarde, autoimolou-se, após adoecer, entrando em uma pira, na frente de Alexandre e seu exército. Diodoro Sículo o chamou de Carano (em grego clássico: Κάρανος).
Segundo fontes gregas, ele não vacilou enquanto seu corpo queimava. Ele se despediu de alguns soldados gregos que eram seus alunos, mas não de Alexandre. Calano comunicou a Alexandre que o encontraria na Babilônia e curiosamente Alexandre morreu exatamente um ano depois na Babilônia. Foi por meio de Calano que Alexandre soube de Dandamis, o líder do grupo, que Alexandre mais tarde foi encontrar na floresta.

## Vida pregressa
Plutarco indica que seu nome verdadeiro era Sphínēs e que ele era de Taxila, mas como ele cumprimentava as pessoas com a palavra "Kalē!" — talvez kallāṇa (mitta) "Saudações (amigo)" — os gregos o chamavam de Calano. Calano era um sábio brâmane ou budista que vivia em Taxila e levava uma vida religiosa austera.
Alguns estudiosos alegaram que Calano era um jainista, mas os estudos atuais rejeitam essa noção, pois os ascetas jainistas são proibidos de usar fogo e automutilação intencional devido às suas convicções sobre Sallekhana. Além disso, não há evidências de ocupação jainista em Taxila na época de Alexandre.
Considerando a presença bramânica dominante em Taxila, é provável que os ascetas que Alexandre conheceu, incluindo Calano, fossem bramânicos. Johannes Bronkhorst afirma que é altamente improvável que budistas ou jainistas estivessem presentes nas áreas visitadas por Alexandre. Já Georgios Halkias considera que Calano era budista, pois crescia a presença deles em Taxila na época e há registro de que antigos budistas realizavam suicídio ritual em situações análogas de debilidade física, bem como relatos de autoimolação feita por outros xrâmanas. O historiador Nearco, almirante de Alexandre, afirmara explicitamente que Calano não era brâmane.

## Encontro com Alexandre
Plutarco registra que, quando foi convidado pela primeira vez para conhecer Alexandre, Calano "ordenou-lhe rudemente que se despisse e ouvisse o que ele dizia nu, caso contrário, ele não lhe diria uma palavra, embora viesse do próprio Júpiter". Calano recusou os ricos presentes oferecidos por Alexandre, dizendo que o desejo do homem não pode ser satisfeito por tais presentes. Os gimnosofistas acreditavam que mesmo que Alexandre os matasse, "eles seriam libertados do corpo de carne agora afligido pela idade e seriam transladados para uma vida melhor e mais pura".
O representante de Alexandre, Onesícrito, teve uma discussão com vários gimnosofistas e Alexandre foi atraído pelos seus pensamentos sobre a filosofia grega, que eles geralmente aprovavam, mas criticavam os gregos por preferirem o costume ao invés de a natureza e por se recusarem a abrir mão das roupas. Calano foi descrito como um filósofo por Onesícrito e provavelmente foi visto por outros que o louvaram como a epítome de um filósofo indiano.
Alexandre persuadiu Calano a acompanhá-lo até Pérsis e ficar com ele como um de seus professores. Alexandre até sugeriu o uso da força para levá-lo ao seu país, ao que Calano respondeu filosoficamente: "o que valerei para você, Alexandre, por exibir aos gregos se for obrigado a fazer o que não desejo fazer?" Calano viveu como um professor para Alexandre e representou a "honestidade e liberdade orientais".

## Morte e profecia

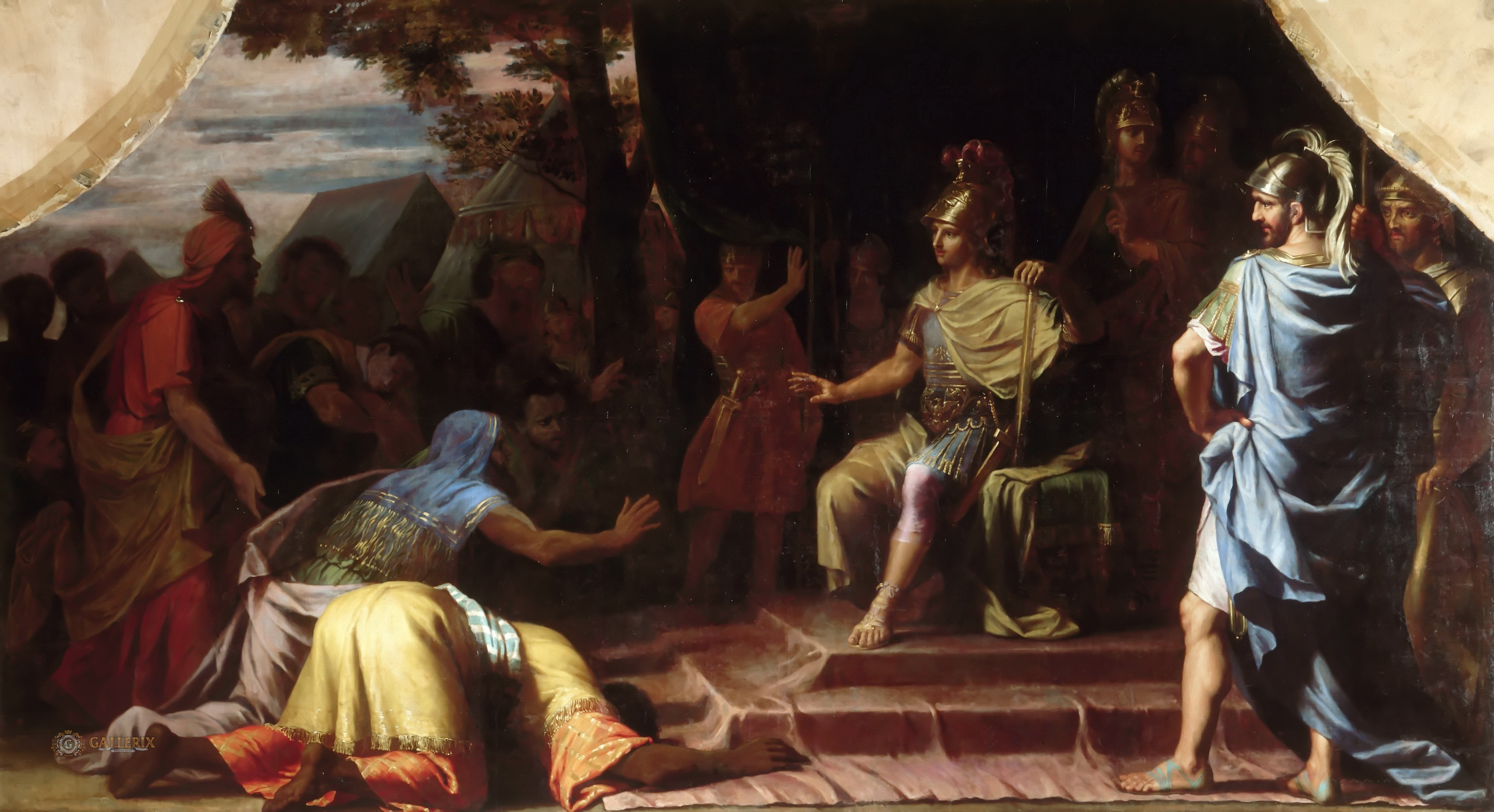
Alexandre, o Grande, recebendo a notícia da morte por imolação do gimnosofista indiano Calano (1672) - Jean-Baptiste de Champaigne

Ele tinha setenta e três anos de idade na época de sua morte. Quando o clima persa e as viagens árduas o enfraqueceram, ele informou a Alexandre que preferia morrer a viver como inválido. Ele decidiu tirar a própria vida por autoimolação. Embora Alexandre tenha tentado dissuadi-lo desta linha de ação, por insistência de Calano a tarefa de construir uma pira foi confiada a Ptolomeu. Calano é mencionado também pelos almirantes de Alexandre, Nearco e Carés de Mitilene. A cidade onde esta imolação ocorreu foi Susa no ano 323 a.C. Calano distribuiu todos os presentes caros que recebeu do rei ao povo e usou apenas uma guirlanda de flores e cantou hinos. Ele apresentou seu cavalo a um de seus alunos gregos chamado Lisímaco. Ele não vacilou enquanto queimava, para o espanto daqueles que assistiam. Embora Alexandre não estivesse pessoalmente presente no momento da sua imolação, as suas últimas palavras a Alexandre foram: "Encontrar-nos-emos na Babilônia". Diz-se que ele profetizou a morte de Alexandre na Babilônia, embora na época da morte de Calano, Alexandre não tivesse planos de ir para a Babilônia.
Um concurso de bebidas foi realizado em resposta à sua morte. Segundo Plutarco, citando Carés de Mitilene, Prômaco da Macedônia bebeu o equivalente a 13 litros de vinho puro e ganhou o primeiro prêmio de uma coroa de ouro no valor de um talento. Ele morreu três dias depois e outros quarenta e um concorrentes supostamente morreram também de intoxicação alcoólica.

## Legado
Uma carta escrita por Calano a Alexandre foi preservada por Fílon.
Halkias considera que o relato sobre Calano se soma às evidências de que Pirro de Élis teria se inspirado na filosofia budista para formular sua doutrina do pirronismo, e que o filósofo grego provavelmente teria tido grande contato com Calano e outros indianos.
Na literatura antiga, Calano foi afirmado algumas vezes como sendo um "pitagórico" indiano. Na literatura árabe, possivelmente tem origem no Pseudo-Amônio a afirmação de que Calano fora um discípulo direto de Pitágoras, como forma de desacreditar o antropomorfismo indiano como uma perversão do monoteísmo pitagórico.
Uma pintura c. 1672 de Jean Baptiste de Champaigne retrata "Alexandre, o Grande, recebendo a notícia da morte por imolação do gimnosofista Calano" e está em exposição no Chateau de Versailles et de Trianon, Versalhes.